# L'era del cinghiale bianco
L’era del cinghiale bianco (vertaald: het tijdperk van het witte everzwijn) is een album van de Italiaanse zanger Franco Battiato, verschenen in 1979 bij het platenlabel EMI Italiana. Dit album vormt de overgang van de Siciliaanse muzikant naar de new wave, na de experimentele periode die begon in 1972 en ten einde liep in 1978. Het titelnummer, L'era del cinghiale bianco, is gebaseerd op een klassieke Keltische mythe. Zowel in Umbrië als in de antieke wereld van de Kelten is het everzwijn een veelzijdig symbool. Het staat symbool voor grote fysieke kracht, maar ook voor het transcendente. Zo werd bij de Kelten soms het vlees van een everzwijn begraven samen met het stoffelijk overschot van een belangrijk persoon. Het zou de reis naar het hiernamaals gemakkelijker maken.
Voor de zanger zelf was "het tijdperk van het witte everzwijn" het begin van de jaren tachtig. Hij bezocht met zijn vriend, de violist Giusto Pio de Turkse stad Konya om er de plaatselijke cultuur en het soefisme te leren kennen.
Ook was het witte everzwijn een symbool van de Engelse koning Richard III.

## Tracklist
| Nr. | Titel                      | Duur |
| --- | -------------------------- | ---- |
| 1.  | L'era del cinghiale bianco | 4:14 |
| 2.  | Magic shop                 | 4:11 |
| 3.  | Strade dell'Est            | 4:18 |
| 4.  | Luna indiana               | 3:30 |
| 5.  | Il re del mondo            | 4:34 |
| 6.  | Pasqua etiope              | 4:25 |
| 7.  | Stranizza d'amuri          | 5:10 |

## Muzikanten
- Roberto Colombo, Antonio Ballista – keyboards
- Tullio De Piscopo – drums
- Alberto Radius – gitaren
- Julius Farmer – basgitaar
- Giusto Pio – viool
- Danilo Lorenzini, Michele Fedrigotti – piano (in "Luna indiana")